# Лейк Плесід проти Анаконди
Лейк Плесід проти Анаконди (англ. Lake Placid vs. Anaconda) — американський фільм жахів 2015 року. Кросовер, що поєднує сюжети франшиз «Анаконда» і «Лейк Плесід». У головних ролях знялися Корін Немек, Янсі Батлер, Роберт Інглунд і Найджел Барбер.

## Сюжет
Сара Мердок очолює дослідницьку команду для пошуків анаконди, що втекла з лабораторії. З крові цієї змії можна вивести ліки, що продовжують життя. Змія поселилася біля озера, де живуть неймовірно великі алігатори. В цей же час на озері знаходиться група студенток, які піддаються нападу крокодилів та анаконди. За ними вирушають місцевий шериф та єгер.

## У ролях
| Актор             | Роль                       |
| ----------------- | -------------------------- |
| Корін Немек       | Вілл Таллі (єгер)          |
| Янсі Батлер       | Реба (шериф)               |
| Скай Лорі         | Бетані Таллі (дочка єгеря) |
| Роберт Інглунд    | Джим Бікерман (мисливець)  |
| Анабель Райт      | Сара Мердок                |
| Стівен Біллінгтон | Біч (найманець)            |
| Олівер Волкер     | Фергюсон (помічник шерифа) |